# Laraki Borac
Laraki Borac — спортивное купе класса Gran Turismo фирмы Laraki. В первый раз автомобиль был показан в 2003 году на Женевском автосалоне с 5,5-литровым V8 от Mercedes-AMG. В 2004 году было представлено два варианта: с 570-сильным 5,4-литровым V8, и форсированным до 660 лошадиных сил 6,2-литровым V12, оба от Mercedes-Benz. Предшественником купе является Laraki Fulgura. Концепт-кар был представлен в 2005 году на Женевском моторшоу. Автомобиль оснащен «мерседесовским» V12 объемом 6,0 л мощностью 540 л.с. и крутящим моментом 750 Нм, способным разогнать полуторатонную машину до 310 км/ч.